# Jorge Campillo
Jorge Campillo (Cáceres, 1 juni 1986) is een golfprofessional uit Spanje.

## Amateur
Campillo studeerde aan de Universiteit van Indiana. Bij het Brits Amateur in 2009 haalde hij de kwartfinale.

### Overwinningen
- 2007: Biarritz Cup

### Teamdeelnames
- Palmer Cup: 2007, 2008, 2009

## Professional
Nadat hij de Palmer Cup in 2009 voor de derde keer had gespeeld, werd Campillo professional. Hij speelde de rest van 2009 op de Challenge Tour, en mocht ook vier toernooien op de Europese Tour spelen. Ook in 2010 en 2011 speelde Campillo verder op de Challenge Tour. Dankzij enkele mooie resultaten eindigde in 2011 Campillo op de 9e plaats in de Order of Merit van de Challenge Tour. Hiermee verkreeg hij zijn tourkaart voor 2012 op de Europese PGA Tour. Vanaf dan speelde Campillo jaarlijks op de Europese Tour. In 2019 behaalde Campillo zijn eerste toernooizege dankzij winst op de King Hassan II Trophy. Daarna volgde nog eindwinst op de Qatar Masters in 2020 en winst op de Magical Kenya Open in 2023.

### Overwinningen
| Jaar | Toernooi              | Tour              |
| ---- | --------------------- | ----------------- |
| 2019 | King Hassan II Trophy | Europese PGA Tour |
| 2020 | Qatar Masters         | Europese PGA Tour |
| 2023 | Magical Kenya Open    | Europese PGA Tour |

### Resultaten op deMajors
| Major                 | 2009 | 2010 | 2011 | 2012 | 2013 | 2014 | 2015 | 2016 | 2017 | 2018 | 2019 | 2020 | 2021 | 2022 | 2023 |
| --------------------- | ---- | ---- | ---- | ---- | ---- | ---- | ---- | ---- | ---- | ---- | ---- | ---- | ---- | ---- | ---- |
| Masters Tournament    |      |      |      |      |      |      |      |      |      |      |      |      |      |      |      |
| U.S. Open             |      |      |      |      |      |      |      |      |      |      |      |      |      |      |      |
| The Open Championship |      |      |      |      |      |      |      |      |      | CUT  | CUT  | G.T. | CUT  |      | CUT  |
| PGA Championship      |      |      |      |      |      |      |      |      |      | CUT  | CUT  | CUT  |      |      |      |

CUT = miste de cut halverwege
G.T. = geen toernooi